# 社会階層論
社会階層論（しゃかいかいそうろん、英：social stratification theory）とは、社会的な不平等を研究対象とする、社会学の一分野。アメリカや日本では統計的な分析方法が主流であるが、参与観察やインタビュー法を用いた研究もある。詳しくは社会階層の項を参照。
階級論の対概念として、「階層論」という言い方をする場合もある。階級論がマルクス主義の理論をもとに生産手段の所有に重きを置くのに対して、階層論は、機能主義の理論とかかわりつつも、階級論ほど明確な理論的基盤を持たない。階層論では所有よりも、職業や威信、所得、学歴に重きが置かれる傾向がある。